# I Liceum Ogólnokształcące im. Jana Bażyńskiego w Ostródzie
Liceum Ogólnokształcące Nr I im. Jana Bażyńskiego w Ostródzie – liceum ogólnokształcące w Ostródzie, mieszczące się w secesyjnym budynku przedwojennego pruskiego gimnazjum.
Pierwsi uczniowie, w liczbie 84 osób, rozpoczęli naukę 4 września 1945. Wówczas było to gimnazjum i mieściło się w budynku przy ulicy Nowotki.
Do dyspozycji nauczycieli i uczniów jest 26 sal lekcyjnych, w tym pracownie komputerowe ze stałym dostępem do Internetu, pracownia multimedialna, sala gimnastyczna, siłownia, boiska oraz park przyszkolny, a także gabinet medyczny i radiowęzeł.

## Znani absolwenci
- Krystyna Chojnowska-Liskiewicz
- Maria Ciunelis
- Mirosław Cezariusz Patalon